# Lithobates vibicarius
Lithobates vibicarius е вид земноводно от семейство Водни жаби (Ranidae). Видът е световно застрашен, със статут Уязвим.

## Разпространение
Видът е разпространен във високопланинските дъждовни гори на Коста Рика и западна Панама.